# コルンバミンオキシダーゼ
コルンバミンオキシダーゼ（columbamine oxidase）は、イソキノリンアルカロイド生合成酵素の一つで、次の化学反応を触媒する酸化還元酵素である。
2 コルンバミン + O2 {\displaystyle \rightleftharpoons } 2 ベルベリン + 2 H2O
この酵素の基質はコルンバミンとO2で、生成物はベルベリンとH2Oである。補因子として鉄を用いる。
この酵素は酸化還元酵素に属し、酸素を受容体としてX-HとY-HからのX-Y結合の形成に特異的に作用する。組織名はcolumbamine:oxygen oxidoreductase (cyclizing)で、別名にberberine synthaseがある。